# Kathedrale von St Davids

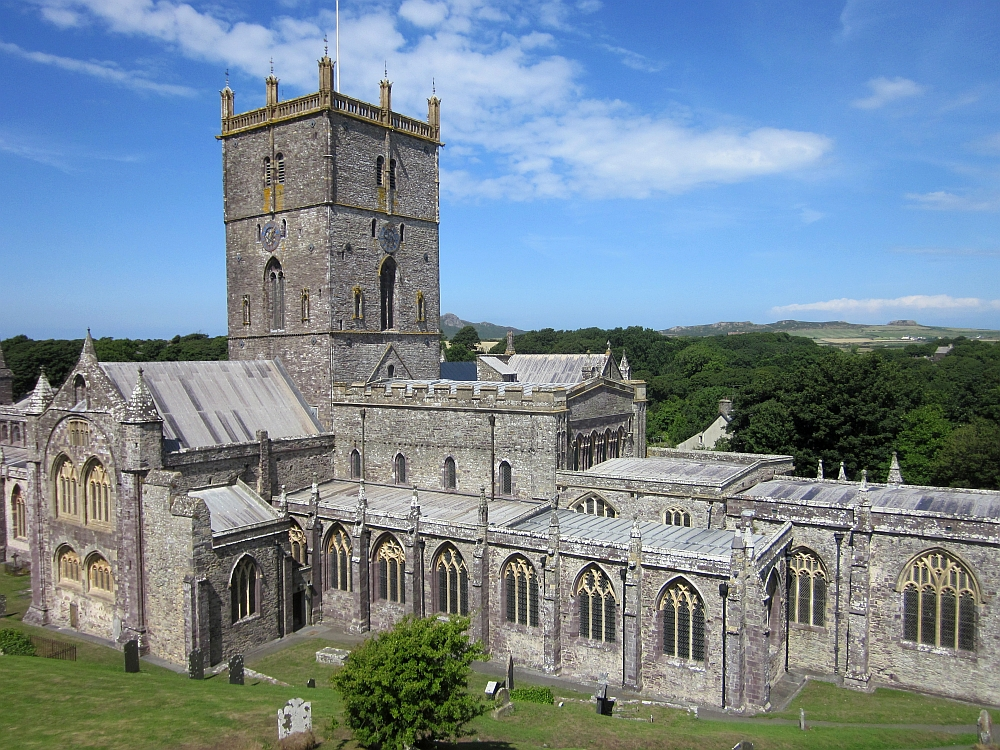
Kathedrale von St Davids

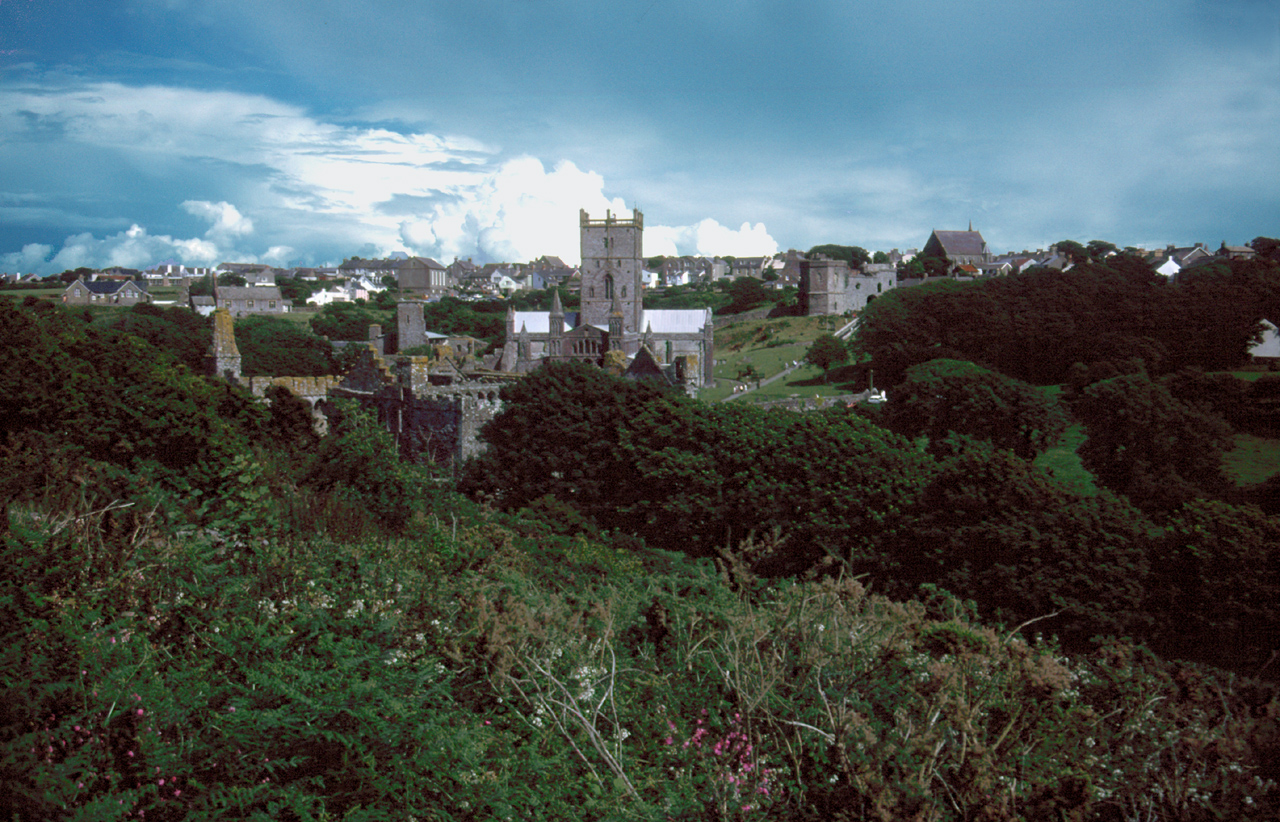
St Davids – Ortschaft und Kathedrale im Tal des Alun

Die Kathedrale von St Davids in der walisischen Grafschaft Pembrokeshire gehört zu den ältesten Anlagen in ganz Großbritannien. Ihr Ursprung liegt im 6. Jahrhundert, als St. David (walisisch: Dewi Sant; ca. 512–587) im Glyn Rhosyn („Tal der Rosen“) am Fluss Alun sein Kloster gründete.
Die klösterliche Niederlassung litt lange Zeit unter den Überfällen durch die Wikinger. Im Jahr 1081 besuchte Wilhelm der Eroberer den Schrein mit den Gebeinen des heiligen David; allerdings waren seine Motive wohl eher politischer als religiöser Natur. Der letzte keltische Bischof von St Davids, Wilfried, starb im Jahr 1115. Unter seinem normannischen Nachfolger Bernard waren die Brüder von St Davids endgültig gezwungen, sich dem Erzbischof von Canterbury zu unterstellen.

## Baugeschichte
St Davids ist die letzte größere Kirche im normannischen Stil in Großbritannien. Auf erfolgreiches Drängen von Bischof Bernard nahm Papst Calixtus II. 1120 den hl. David in den Heiligenkalender auf und erließ 1123 ein Dekret, dass ‘Zwei Pilgerfahrten nach St Davids einer nach Rom gleichwertig sind und drei Pilgerfahrten einer nach Jerusalem.’ Deshalb wurde bis 1131 eine größere Kathedrale erbaut. König Heinrich II. besuchte St Davids 1171, bemerkte den zunehmenden Pilgerstrom zum Grab des hl. David und sah deshalb die Notwendigkeit für den Bau einer nochmals größeren Kathedrale. 1181 begann Bischof Peter de Leia mit ihrer Errichtung. Doch 1220 stürzte der neue Turm ein und 1248 zerstörte ein Erdbeben große Teile des Altarraums, des Chors und des Querschiffs, weshalb diese Teile von Neuem aufgebaut wurden. Der Wiederaufbau folgte dem Stil des 13. Jahrhunderts mit Spitzbögen und ohne Triforien an den Wänden. Erst nach der Ernennung von Thomas Bek im Jahr 1280 wurden die anderen Bauten der Kathedralenanlage, der jetzige Bischofspalast, die Kapelle, die Bischofshalle, die oberen Kammern sowie das Pförtnerhaus in Angriff genommen.
Die normannischen Arkaden im Langhaus zeugen davon, wie weit St Davids hinter der Zeit war, denn in ihrer Bauperiode stand in England die Gotik schon in voller Blüte. Als Baumaterial diente kambrischer Sandstein in Farbtönen zwischen Grau und Rosa; später kam noch honigfarbener Oolith hinzu, der heute zu großen Teilen das Aussehen des Kirchenbauwerkes bestimmt.

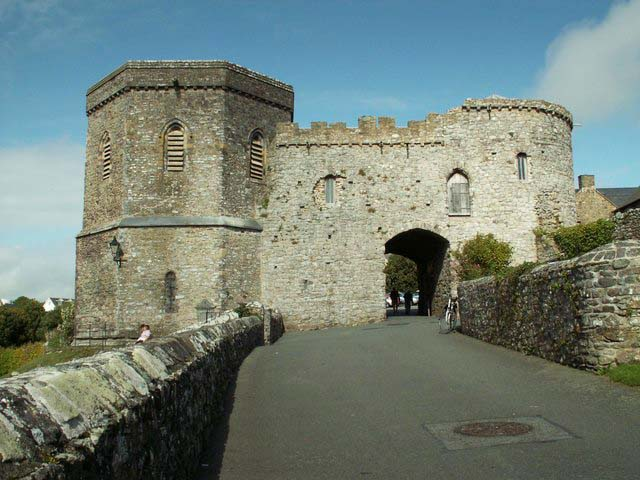
Porth-y-Twr (14. Jh.) und links Glockenturm (13. Jh.)

Die nächste wesentliche Bauphase wurde unter Bischof Henry de Gower (1328–1347) in Angriff genommen. Er gotisierte den Außenbau der Kathedrale, errichtete die große Halle des Bischofspalastes und verschönerte dieses Bauwerk, von dessen gewaltigen Ausmaßen heute nur noch Ruinen künden, mit Arkaden unterschiedlicher Größe. Arkaden dieser Art sind auch im Bischofspalast von Lamphey nahe der Stadt Pembroke und in Swansea Castle zu sehen. Später kamen in diesem Bauabschnitt noch die Kapelle des Heiligen Thomas und die Küchen hinzu. Vollendet wurde die Kathedrale schließlich unter Bischof Edward Vaughan (1509–1522) um 1520.

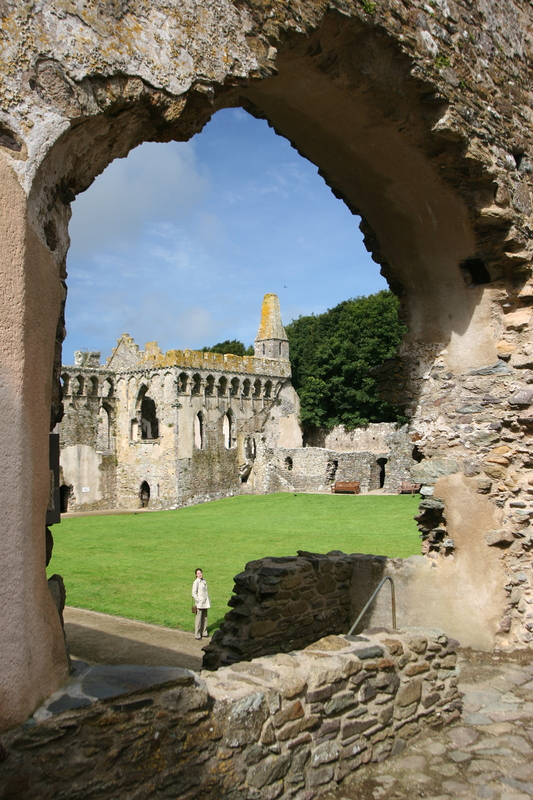
Blick auf den ehemaligen Bischofspalast

Das Ensemble war ab dem 14. Jh. vollständig von einer massiven Mauer umgeben, die ursprünglich vier Tore aufwies. Von diesen hat nur das Tower Gate (walisisch: Porth-y-Tŵr) überlebt, das an den Glockenturm des 13. Jhs. anschließt und den Weg von der Kathedrale ins Stadtzentrum von St Davids öffnet. Im Tower Gate wird der Abraham Stone aufbewahrt, der im keltischen Stil verziert ist. Er erinnert an die Söhne Hedd und Isaac des Bischofs Abraham (1078–1080), Vorgänger des Erbauers Peter de Leia, der beim letzten räuberischen Überfall von Wikingern auf St Davids getötet wurde.

## Niedergang
Nach dem Tod Henry de Gowers begannen für Wales schwere Zeiten. Die Pest wütete fast ein Vierteljahrhundert lang und brachte die Pilgerströme zum Erliegen. Dann kam die Reformation und mit dem Tudorkönig Heinrich VIII. im Jahr 1536 die Auflösung der Klöster. Die Kathedrale, wie viele normannische Bauten nur mit unzureichenden Fundamenten ausgestattet, musste im 16. Jahrhundert durch zusätzliche bauliche Maßnahmen abgesichert werden. Der Englische Bürgerkrieg hinterließ durch die Truppen Oliver Cromwells ebenfalls deutliche Schäden an der Bausubstanz. So wurde der wertvolle Bleibelag vom Dach der großen Halle des Bischofspalastes entfernt und das Bauwerk damit dem Verfall preisgegeben. 1633 war das letzte Jahr, in dem der Gebäudekomplex noch genutzt werden konnte. Auch das Dach des Querschiffs der Kathedrale wurde abgedeckt, um an das Blei heranzukommen.
Erst im späten 18. Jahrhundert, als neues Nationalbewusstsein in Wales erwachte, gab es wieder Bestrebungen, die Kathedralenanlage wenigstens in Teilen zu erhalten. Der Bischofspalast war indes nicht mehr zu retten. Der walisische Architekt John Nash erhielt 1793 den Auftrag, an der Westfront der Kathedrale die Schäden der letzten Jahrhunderte zu beseitigen. Sein eklektischer Stil mit Anleihen beim Perpendicular Style wurde bald als unter dem Standard empfunden, zumal die Fassade in weniger als 100 Jahren instabil wurde. So wurde das gesamte Bauwerk von George Gilbert Scott von 1862 bis 1870 restauriert.

## Innenraum und Ausstattung

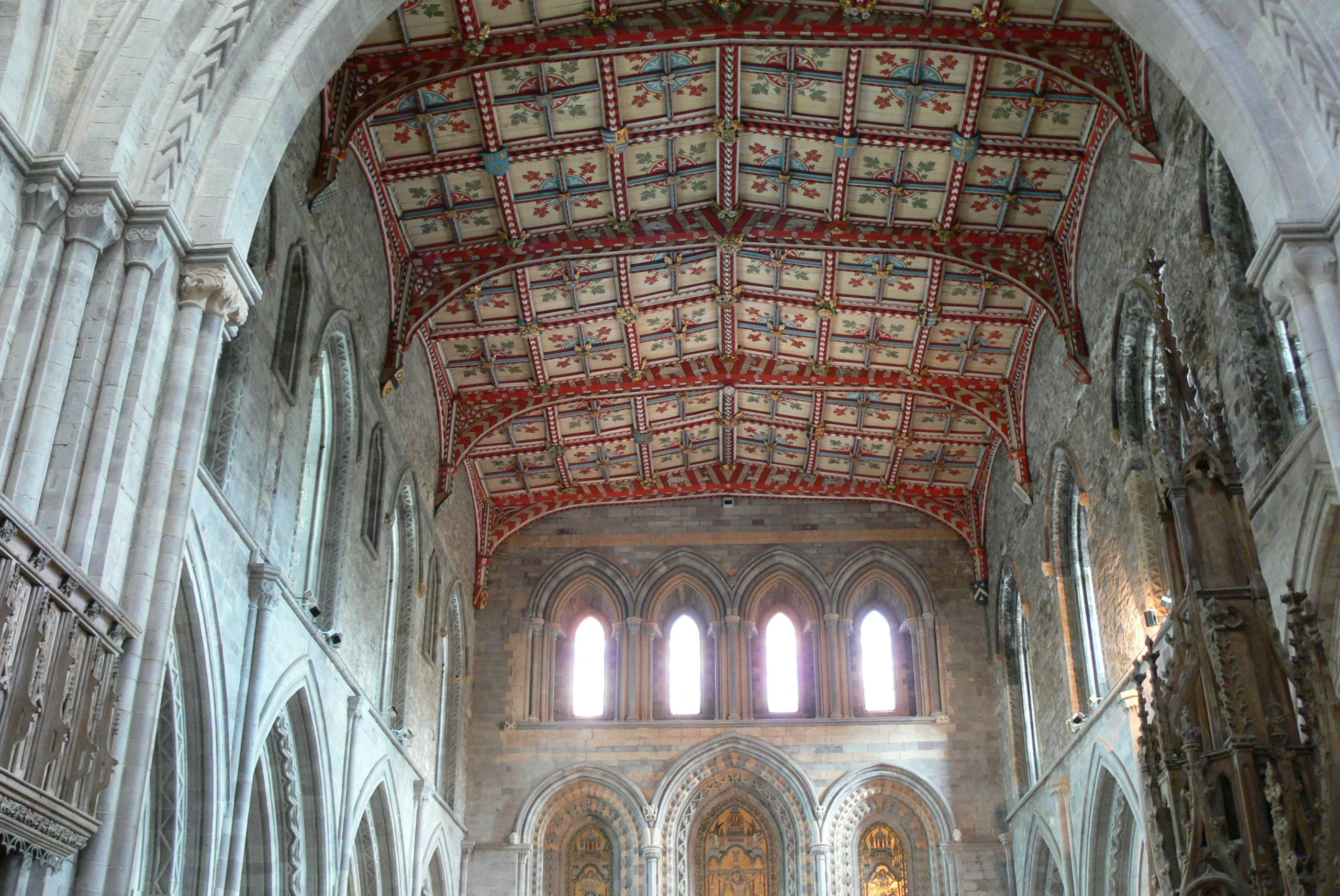
Bemalte Decke im Presbyterium der Kathedrale von St Davids

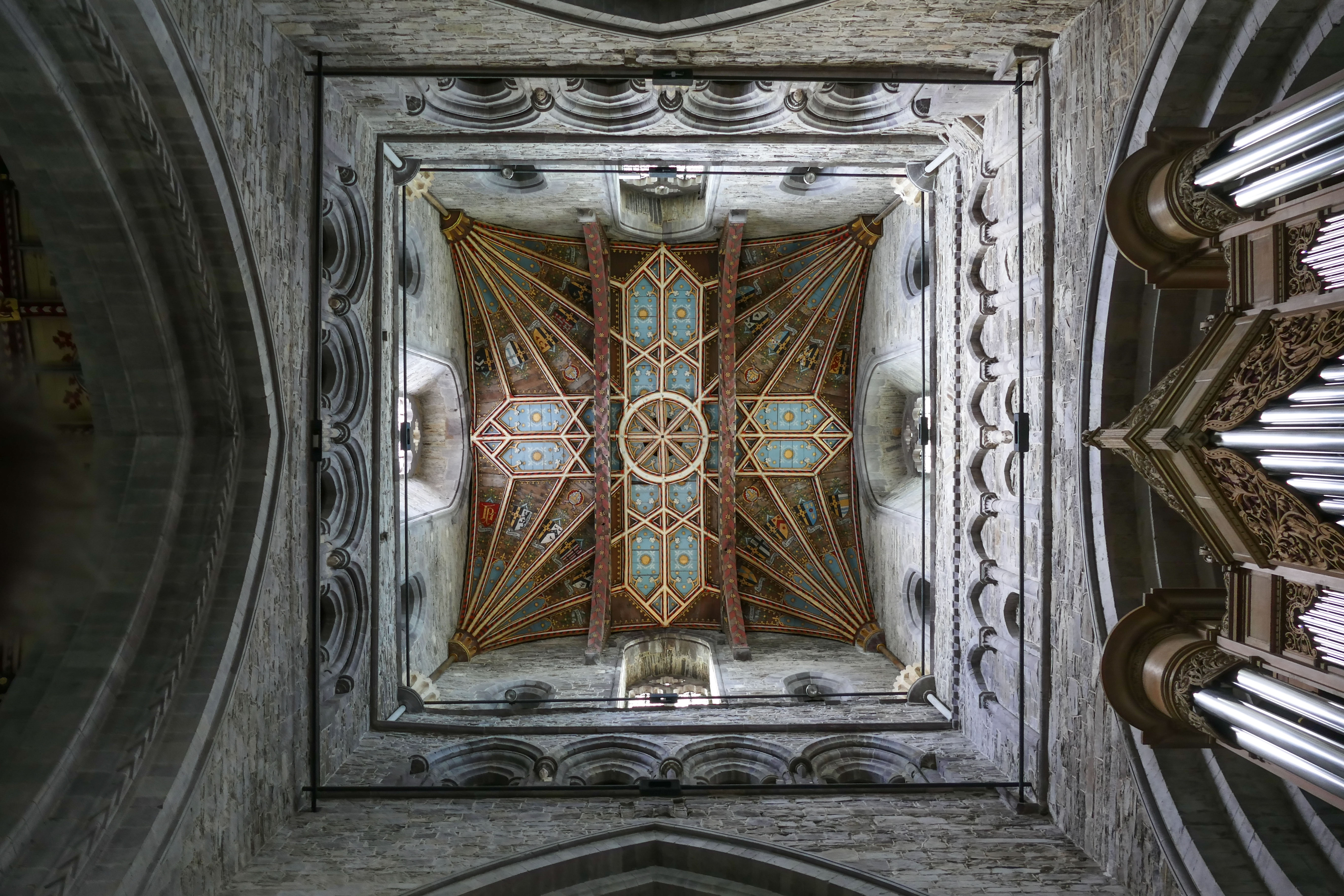
Die Decke des Vierungsturmes. Imitation eines steinernen Fächergewölbes. Rechts die Harrison & Harrison-Orgel.

### Langhaus und Seitenschiffe
Der Zugang zur Kathedrale befindet sich am westlichen Ende des südlichen Seitenschiffs. Der Vorbau wurde unter Bischof Gower im 14. Jahrhundert angefügt, die Schmuckelemente sind heute durch die Verwitterung kaum noch zu erkennen. Der Raum darüber stammt aus dem Jahr 1515. Betritt man das südliche Kirchenschiff, steht man im ältesten Teil der Kathedrale vom Ende des 12. Jahrhunderts. Es fällt die Auswärtsneigung der Säulenreihe auf. In St Davids haben über die Jahrhunderte mehrere Faktoren dazu beigetragen: die Last des Turms, die unzulänglichen Fundamente sowie der abschüssige und sumpfige Baugrund, der schon zu Bauzeiten ein Gefälle von 1 Meter vom Altar zur Westfassade notwendig machte. Hinzu kamen große Schäden durch das Erdbeben von 1248. An der rückseitigen Mauer des Bauwerkes ist die Schrägstellung ebenfalls wahrzunehmen. Ursprünglich waren die Seitenschiffe niedriger als heute und hatten Rundfenster. Bischof de Gower wollte mehr Licht durch größere Fenster und ließ deshalb die Seitenschiffe erhöhen und die früheren Rundfenster vermauern, was z. T. heute noch sichtbar ist
Das dreischiffige Langhaus ist trotz der später eingefügten gotischen Fenster unverkennbar normannisch. Es hat sechs wuchtige Joche mit klaren Halbkreisbögen, die mit feinem Relief verziert sind. Die Pfeiler, die abwechselnd rund und achteckig gehalten sind, sind dagegen eher schmucklos mit schmalen, gekerbten Kapitellen. Sie sind so errichtet, dass sie dem Auge das Gefälle mittels perspektivischer Neigung ausgleichen. Das Schaustück des Langhauses ist die fein geschnitzte Holzdecke aus schwarzer irischer Eiche von 1500.

### Chor und Vierung
Den Abschluss des Langhauses bildet die gemauerte, mit Bildhauerarbeiten reich geschmückte Chorschranke aus dem 14. Jahrhundert. In ihrem südlichen Teil befindet sich die Grabstätte ihres Erbauers Edmund de Gower, der sich große Verdienste um die Kathedrale und das umgebende Gebiet erwarb. Daneben geht es in den schönen, innerhalb der Vierung liegenden Chor des 15. und 16. Jahrhunderts. Das 28-teilige Chorgestühl des Kapitels einschließlich des Bischofthrons unter einem hohen Baldachin ist kunstvoll aus Holz geschnitzt. Einmalig unter den britischen Kathedralen ist, dass zum Domkapitel von St Davids auch immer der regierende Herrscher gehört. Queen Elizabeth II. nahm viermal an Sitzungen des Kapitels teil, 1955, 1982, 1995 und 2001. Die Miserikordien des Gestühls zeigen kleine Szenen aus dem täglichen Leben der Landbevölkerung: tanzende Bauern, Markttreiben, einen Wolf in Mönchskutte und seekranke Pilger bei der Überfahrt von Irland her. Unter den Arkaden, die Chor und Presbyterium trennen, stehen die Überreste des Schreins des heiligen David. Der Schrein befindet sich zwar an seinem ursprünglichen Platz, die Gebeine des Heiligen wurden jedoch in der Zeit der Reformation in Sicherheit gebracht. Man nimmt an, dass sie sich in dem Reliquienkästchen in der benachbarten Dreifaltigkeitskapelle befinden. Die Decke des quadratischen Vierungsturmes ahmt ein steinernes Fächergewölbe nach, mit den Wappen der Bischöfe von St Davids in den Fächerspalten. Sie stammt erst aus der Restaurierungsphase unter George Gilbert Scott.

### Presbyterium
An den Chor unter der Vierung schließt sich das dreischiffige, unter Bischof Edward Vaughan erbaute Presbyterium an. Auch dessen Decke aus dem 16. Jahrhundert ist geschnitzt, bemalt und mit schönen Schlusssteinen verziert, die die Wappen verschiedener Bischöfe aus jener Zeit tragen. Vor dem Hochaltar befindet sich der steinerne Sarkophag Edmund Tudors († 1456), Earl of Richmond und Vater Heinrichs VII. Sein Grab befand sich bis zur Auflösung der Klöster im 16. Jahrhundert in der Greyfriars Church in Carmarthen. Das Messingbildnis auf dem Sarkophag ist eine Kopie von 1872–75 und ersetzt dasjenige, das Cromwells Truppen im Bürgerkrieg zerstörten. Die goldenen Mosaiken hinter dem Hochaltar wurden im ausgehenden 19. Jahrhundert hinzugefügt; sie stammen vom venezianischen, auf Glas und Mosaiken spezialisierten Unternehmen Salviati.

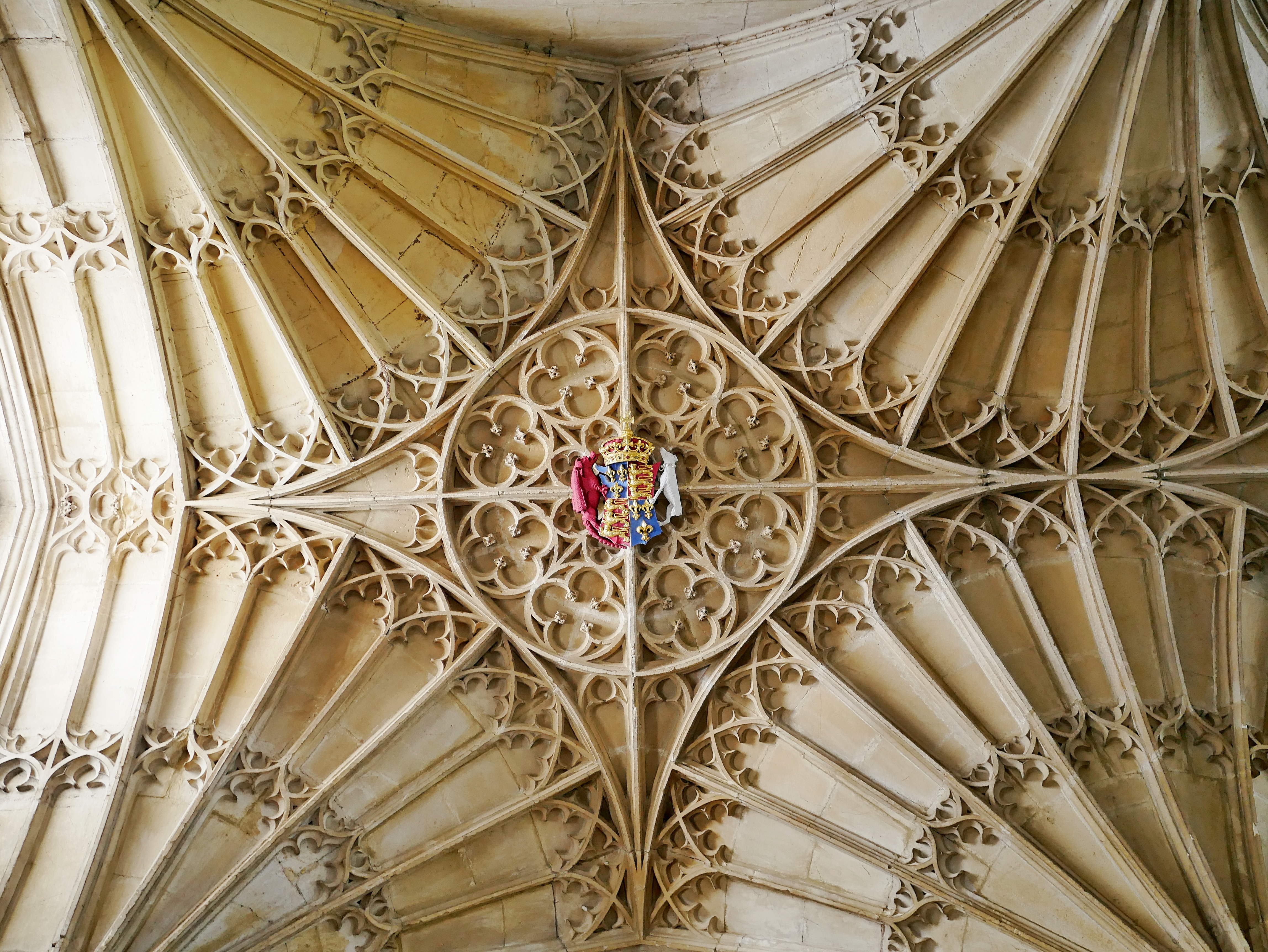
Fächergewölbe der Dreifaltigkeitskapelle (16. Jh.)

In der Dreifaltigkeitskapelle hinter dem Hochaltar befindet sich neben dem Reliquiar des hl. David auch das Grab von Bischof Vaughan unter einem prächtigen Fächergewölbe im Perpendicular Style, von dem man sagt, es habe das Gewölbe des King’s College in Cambridge inspiriert. Ihr Altar ist aus mittelalterlichen Fragmenten zusammengesetzt, seine Altartafel zeigt Jakobus, Andreas, Petrus und Paulus. Nahe dem nördlichen Querschiff befindet sich die Kapelle des hl. Thomas Becket, in der ein buntes Glasbild St. David darstellt. Am Südostende des Presbyteriums liegt die Marmorkapelle Eduard des Bekenners. Das darin befindliche Grabmal aus Alabaster ist dasjenige der Countess of Maidstone, Enkelin des Bischofs John Jenkinson (1825–1840). Die Altartafel, ebenfalls aus Alabaster, zeigt die vier lebendigen Wesen der Offenbarung, die vor dem himmlischen Thron stehen (Offb 4,5–8). Von hier aus führt ein Wandelgang zur Marienkapelle, die 1901 dank des Vermächtnisses der Countess of Maidstone restauriert wurde.

### Querschiffe

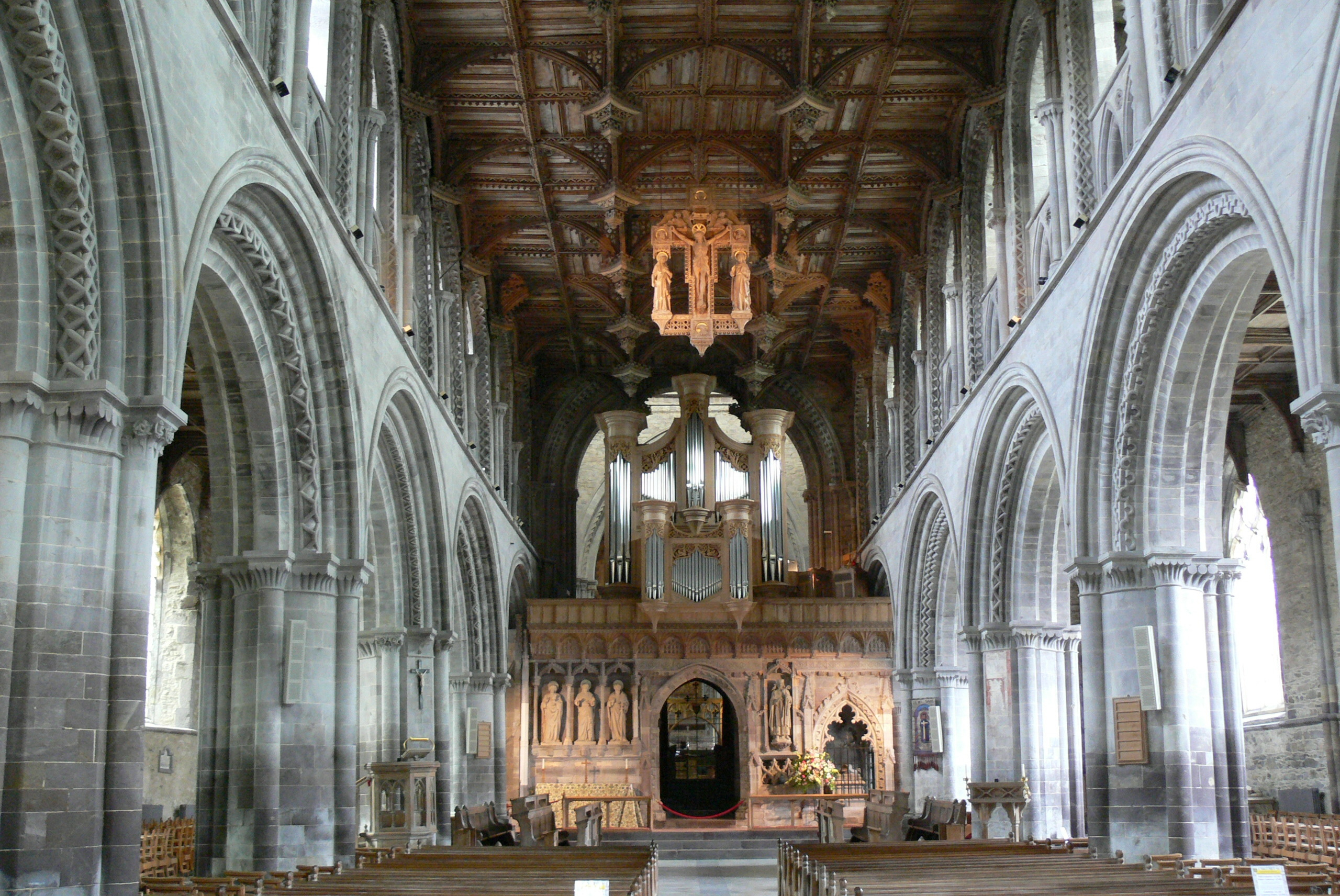
Blick auf die Westemporenorgel

An der Wand des südlichen Querschiffes befindet sich ein kretisches Symbolbild des von Raben gefütterten Propheten Elija aus dem 17. Jahrhundert, das der Kathedrale in den 1960ern gestiftet wurde. Hier befindet sich auch das Grab von Bischof Anselm le Gras (1231–1247). Außerdem gibt es in den Gängen der Kathedrale noch etliche weitere Grabstätten und Bildnisse mittelalterlicher Priester und Ritter. Bemerkenswert ist noch das von Lord Rhys ap Gruffydd (* 1132, † 28. April 1197), Herr von Südwales am Ende des 12. Jahrhunderts. Er starb im Zustand der Exkommunikation, weshalb sein Leichnam erst zur Buße ausgepeitscht wurde, bevor er in der Kirche bestattet werden durfte.

## Orgel
Die Orgel wurde im Jahr 2000 von der Orgelbaufirma Harrison und Harrison (Durham) neu erbaut, wobei Pfeifenmaterial des Vorgängerinstruments von Peter Willis wiederverwendet wurde. Das Instrument hat 53 Register auf vier Manualen und Pedal. Die Spiel- und Registertrakturen sind mechanisch.
| Choir West Organ C–c4 |        |
| Lieblich Gedackt      | 8′     |
| Viole d’Amour         | 8′     |
| Principal             | 4′     |
| Lieblich Flute        | 4′     |
| Nazard                | 2 ⁄3′  |
| Open Flute            | 2′     |
| Tierce                | 1 3⁄5′ |
| Mixture III           |        |
| Cremona               | 8′     |
| Tremulant             |        |

| Great Organ C–c4   |       |
| Double Diapason    | 16′   |
| Open Diapason No.1 | 8′    |
| Open Diapason No.2 | 8′    |
| Claribel Flute     | 8′    |
| Principal          | 4′    |
| Flûte Harmonique   | 4′    |
| Twelfth            | 2 ⁄3′ |
| Fifteenth          | 2′    |
| SesquialteraIII    |       |
| Mixture IV         |       |
| Tromba             | 8′    |
| Clarion            | 4′    |

| Swell Organ C–c4 |     |
| Lieblich Bourdon | 16′ |
| Open Diapason    | 8′  |
| Lieblich Gedackt | 8′  |
| Salicional       | 8′  |
| Vox Angelica     | 8′  |
| Gemshorn         | 4′  |
| Flageolet        | 2′  |
| Mixture III      |     |
| Contra Fagotto   | 16′ |
| Cornopean        | 8′  |
| Hautboy          | 8′  |
| Clarion          | 4′  |
| Tremulant        |     |

| Choir East Organ C–c4 |     |
| Contra Gamba          | 16′ |
| Claribel Flute        | 8′  |
| Gamba                 | 8′  |
| Dulciana              | 8′  |
| Voix Celéste          | 8′  |
| Principal             | 4′  |
| Flûte Harmonique      | 4′  |
| Piccolo               | 2′  |
| Corno di Bassetto     | 8′  |
| Tremulant             |     |
| Tuba                  | 8′  |

| Pedal Organ C–f1 |     |
| Double Open Wood | 32′ |
| Open Wood        | 16′ |
| Open Diapason    | 16′ |
| Violone          | 16′ |
| Bourdon          | 16′ |
| Principal        | 8′  |
| Bass Flute       | 8′  |
| Fifteenth        | 4′  |
| Contra Trombone  | 32′ |
| Ophicleide       | 16′ |
| Trombone         | 16′ |